# Harrisburg (Illinois)
Harrisburg település az Amerikai Egyesült Államok Illinois államában, Saline megyében, melynek megyeszékhelye is. Lakosainak száma 8219 fő (2020. április 1.).

## Népesség
A település népességének változása:

| 2010 | 9 017 |
| 2020 | 8 219 |